# 泽莱内哈伊 (日托米尔区)
50°34′46″N 28°28′2″E / 50.57944°N 28.46722°E
泽莱内哈伊（烏克蘭語：Зелений Гай），是烏克蘭的村落，位於該國北部日托米爾州，由日托米尔区負責管轄，面積7.37平方公里，2001年人口194，人口密度每平方公里26.32人。